# Koń i dwie kozy
Koń i dwie kozy – zbiór pięciu opowiadań R.K. Narayana, znanego indyjskiego prozaika piszącego po angielsku. Akcja opowiadań rozgrywa się w stanie Tamil Nadu. Książka w oryginale (w angielskim) została wydana w 1970 roku, w Polsce w 1972 (tłumaczenie  Zofia Kierszys). Pozycja została wydana przez wydawnictwo Książka i Wiedza, zawiera 194 strony.

## Opis opowiadań

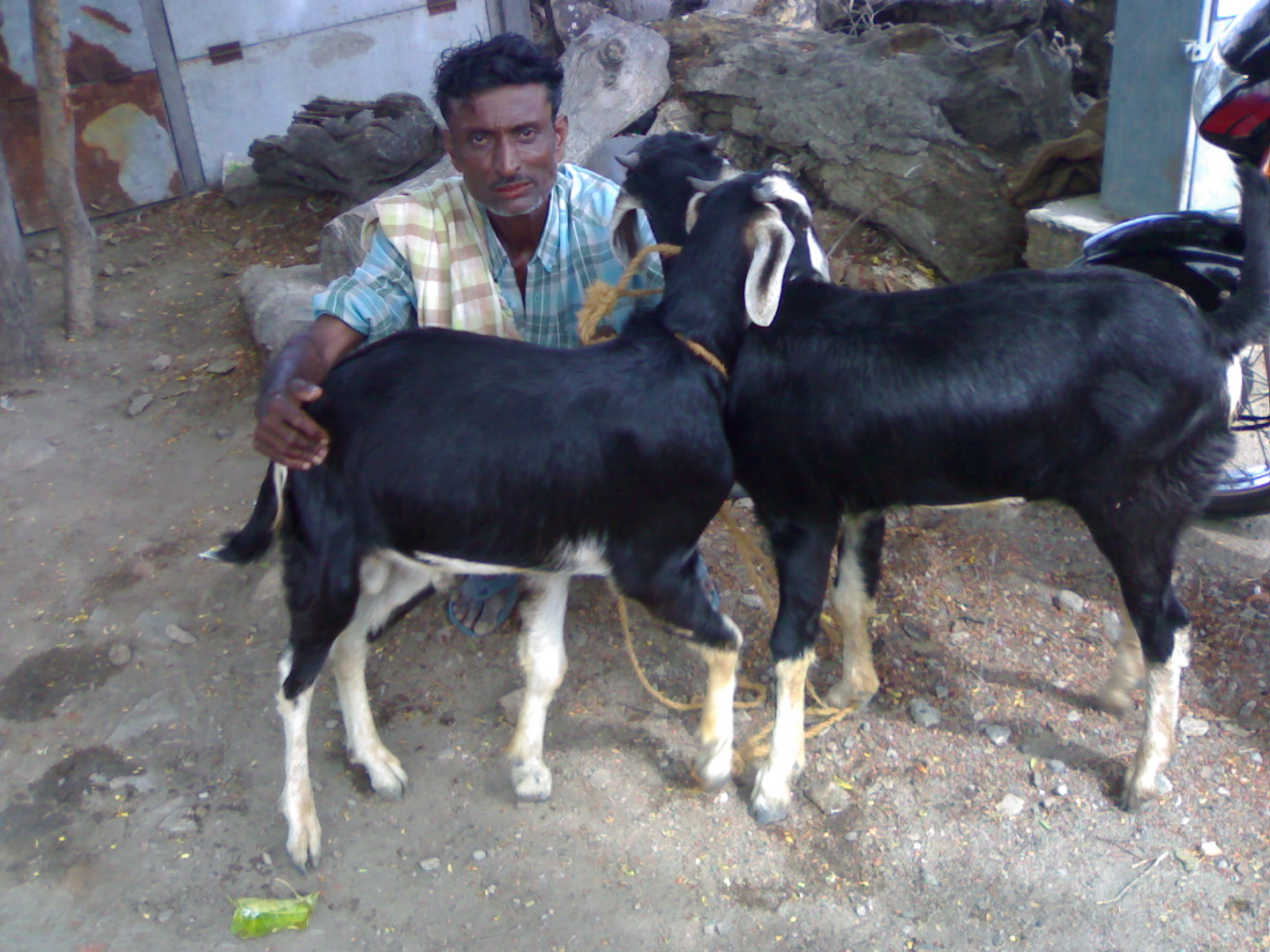

### Koń i dwie kozy
Tamil Nadu. Muni sam nie wie, ile ma lat. Próbuje je obliczyć według okresów głodu i suszy. W oczach ludzi ma ich jednak tyle, że powinien lada chwila spodziewać się śmierci. Przypomina mu o tym jego równie stara żona. Kiedyś byli poważani jako właściciela stada owiec. Dziś nie mając co jeść i marząc o sprzedaży dwóch pozostałych im kóz spotykają się ze wzgardą sąsiadów. Pogłębia ją to, że Muni z żoną nigdy nie mieli dziecka. Pewnego dnia, gdy Muni pasie kozy przy starym pomniku konia na pobliskiej szosie zatrzymuje się auto z cudzoziemcem. Biały przeraża Muniego, ale poczęstowany papierosem wdaje się z nim w rozmowę. Muni nie rozumie angielskiego, a cudzoziemiec tamilskiego, więc każdy mówi o swoim łudząc się, że jest rozumiany. Amerykanina zachwyca rzeźba konia. Muni widząc jego zainteresowanie koniem opowiada mu o Indiach, o Mahabharacie, wcieleniach Wisznu i potopie. Rozpromieniony wspomina czas, gdy grał role Sity w Ramajanie. Amerykanin tymczasem zamierza odkupić od niego rzeźbę konia. Planuje ozdobienie nią swojego salonu w Nowym Jorku. Gdy wręcza staremu 100 rupii ten przekonany jest, że stał się bogaty dzięki upragnionej od dawna sprzedaży kóz.
Rozstają się zadowoleni. Po odejściu do Muniego, Amerykanin ładuje do auta zakupionego konia, a stary zaskakuje żonę wieścią o nieoczekiwanej sprzedaży kóz. Ku jego zdumieniu za chwilę przed domem pojawiają się kozy.

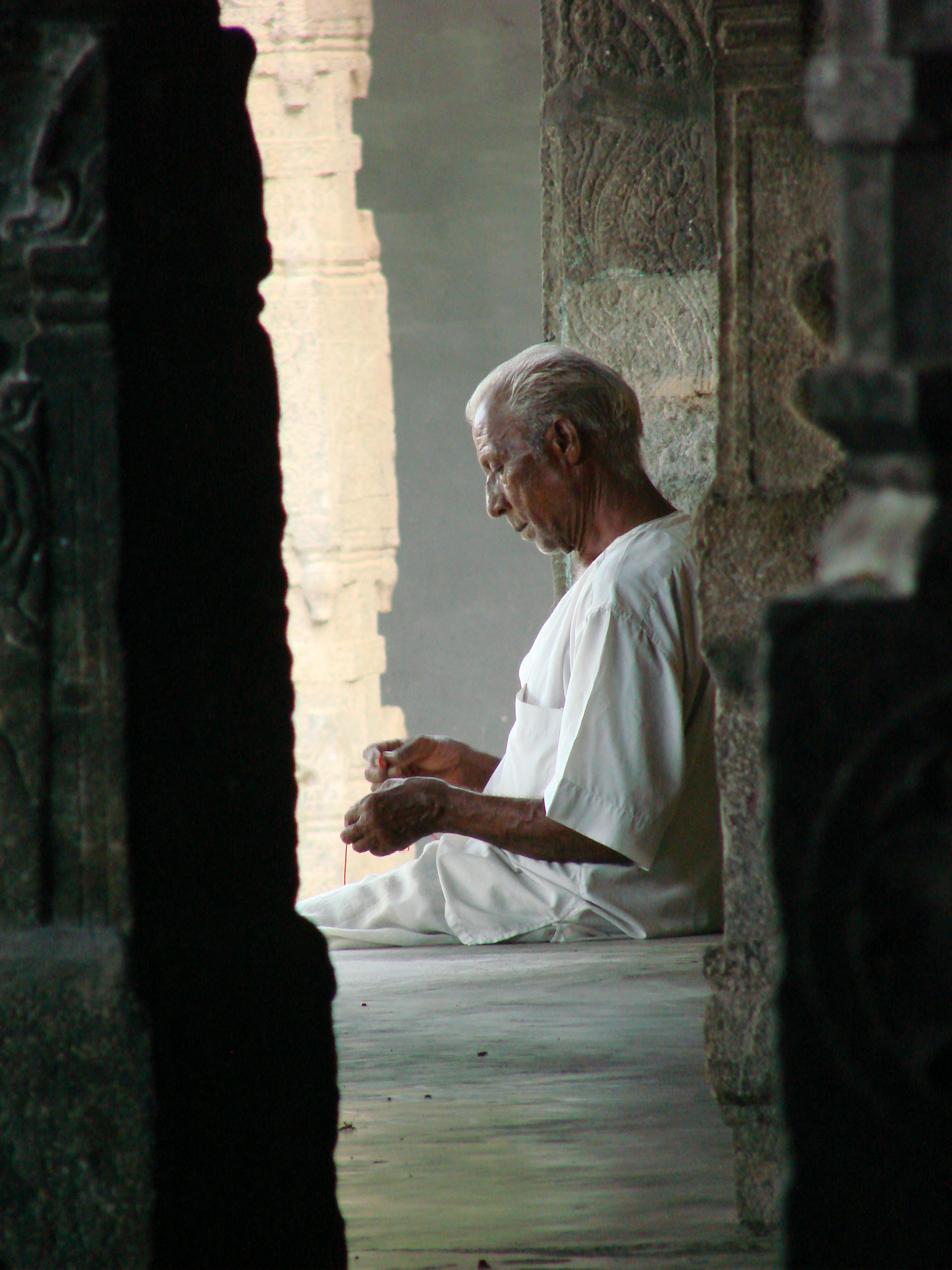

### Wujaszek
Narrator tego opowiadania wspominając swoje dzieciństwo pisze o troskliwości, z jaką został wychowany przez swojego ukochanego wujaszka i ciocię. Ich miłość  czyniła jego życie jasnym i bezpiecznym. Do czasu, gdy zetknął się z niedomówieniami i tajemniczymi słowami sugerującymi, że  wujaszek przyczynił się do śmierci jego rodziców, bogaczy uciekających przed inwazją japońską z  birmańskiego Rangunu. Chłopiec z przerażeniem słucha plotek o mordzie rabunkowym. Nagle  jego pewny dotychczas świat staje się miejscem niebezpiecznym. To, co znane staje się obce i niezrozumiałe. Chłopiec nie może spać. Zwierzywszy się ciotce, słyszy: Zapomnij o tym. I nigdy nie rozmawiaj o tym z wujaszkiem. I odtąd chłopiec wzrasta udając, że nie słyszał mrocznych aluzji o przeszłości wujaszka. Studiując w Madrasie podczas odwiedzin w rodzinnym domu, odczuwa czasem pokusę, by skonfrontować wujaszka z tajemnicą zła, ale jego radość rozbraja go. Nigdy nie pyta go  o swoich rodziców i o odziedziczony po nich majątek.
Gdy pewnego dnia wujaszek umiera, bohater otrzymuje cały jego dobytek. Wśród odziedziczonych rzeczy jest lakierowana szkatułka z obrazkiem smoka. Z Birmy.

### Annamalai
Narrator opowiada, że dostał właśnie kartkę pocztową po tamilsku podpisaną przez Annamalai. Przez 15 lat Annamalai  będąc jego ogrodnikiem troszczył się  o ogród,  dom i o samego narratora opowiadania. Teraz ze swojej wioski żaląc się na nieurodzaj, głód i choroby prosi go o pieniądze. Narratora ogarniają wątpliwości. Annamalai nie umiał pisać, składał podpis przyciskając kciuk. Kto wie, czy jeszcze żyje. Może to jego obciążony wielodzietną rodziną szwagier chce wyciągnąć pieniądze?

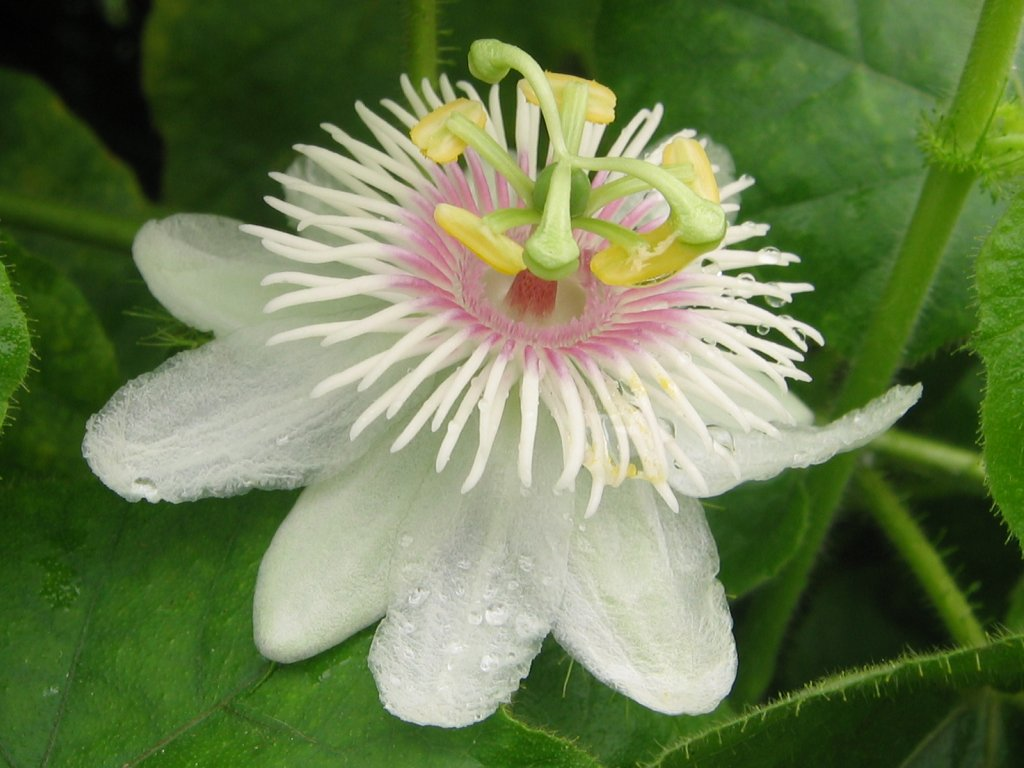

Pocztówka wywołała w nim wspomnienia Annamalai opowiadającego tęsknie, jak się jedzie do jego wioski. Przez Trichy, Villipuram, Katpadi. Pociągami, z przesiadkami, wozem zaprzężonym w woły, piechotą. Zobaczył znów przed sobą Annamalai przekonującego go, by nie wywieszał na furtce swego nazwiska. W jego odczuciu nazwisko to sprawa natury delikatnej. W jego świecie człowiek powinien swoje nazwisko  raczej  ukrywać, niż dążyć do tego, by rozgłaszano je drukiem bądź na falach eteru, bądź na taśmach filmowych. Zdumiewał go. Żwawy i swobodny w ogrodzie, przy pracy z motyką, powłóczył ciężko nogami w domu, cichł onieśmielony wśród książek.
Kiedy pojawił się w życiu narratora? Wraz z przeprowadzką do nowego domu. Krępy, w turbanie na ogolonej głowie, w samych tylko szortach khaki (...) z ogromnymi, czerwonymi od betelu zębami. Wyczuwało się nim jakąś gwałtowność, a jednocześnie dużo łagodności.
Annamalai pomógł wnieść pakunki do domu i... został na 15 lat. Zabrał się  za ogród pisarza. Godzinami opowiadał też o sobie. O tym, jak z węzełkiem bez biletu pojechał szukać pracy, jak złapany w pociągu zgodził się na jakąkolwiek pracę, a potem za grosze zbierał łajno zwierząt sam w puszczy, paląc ognisko dla odstraszenia słoni i tygrysów. Ogród pisarza po pobycie w puszczy był dla Annamalai odpoczynkiem. Sadził w nim co chciał i jak chciał, malując znaki broniące wzrost roślin od zauroczenia. Dom skrył się w bujnej roślinności. A w środku dwóch mężczyzn żyło obok siebie połączonych zdawkowymi rozmowami. Annamalai przycinał ogród, pisarz odczytywał mu kartki ze wsi od brata. Pełne pretensji, że Annamalai jako głowa rodziny nie odwiedza ich zostawiając krewnych swojemu losowi.
Z czasem pisarz dowiedział się, jak przebiegało życie Annamalai. Jako dziesięciolatek uciekł on z domu oskarżony przez ojca o kradzież, pracował w różnych miejscach: jako kulis,  na plantacji herbaty na Cejlonie, na Malajach przy kauczuku. Przeżył inwazję obcinających głowy Japończyków. Z każdego miejsca wysyłał pieniądze rodzinie. Bo tylko tego chcą: pieniędzy.
15 lat to kawał czasu. Pisarz nie wyobrażał sobie już życia bez Annlamai. Toteż gdy ten postanowił wyjechać, by załatwić na wsi konflikt o pieniądze, nie chciał go puścić. Jego zakaz uczynił ich obcymi sobie. Annamalai przestał podlewać ogród. Zrobił się nieufny, mrukliwy. Pewnego dnia podjął decyzję. Spakował rzeczy i zawiadomił pisarza, że odchodzi do swojej wioski, bo tylko tam może umrzeć godnie żegnany po śmierci.  Procesją, w której mieszkańcy wioski poniosą pod muzykę orkiestry jego  przyozdobione girlandami ciało. Odszedł nie czekając na pieniądze, którymi pisarz chciał wynagrodzić jego służbę.

### Lucyfer ziejący ogniem
Narayan w marcu 1969 roku przeżył operację ratująca mętniejącą soczewkę oczu. Warunkiem powrotu do zdrowia było spędzenie pewnego czasu w ciemności. Z oczyma zasłoniętymi bandażami pozostając w szpitalu Narayan czuł się niepewnie.  Na ten czas jego oczyma stał się służący Sam. Troskliwie, prawie z czułością pomagał mu w każdej czynności zabawiając pisarza rozmową. Godzinami wspominał udział w kompanii wojennej, problemy z piciem, występy w chórze kościelnym i odegrana kiedyś rolę Lucyfera.  Swoją gadaniną Sam nie dopuszczał prawie do głosu rodziny odwiedzającej pisarza. Dzień przed zdjęciem bandaży Sam postanowił uczcić przyjęciem. Pisarz miał wrażenie, że tuż obok niego w ciemnościach jego opiekun tęgo popija. I rzeczywiście, tym razem jego przewodnik prowadząc go nie wiadomo dokąd wzbudził w nim niepokój. Pisarz czuje lęk słysząc od Sama, że otaczającą go ciemność wypełniają grzeszne zmysłowe rzeźby kamienne, że otacza go ogień buchający z ust Lucyfera, którego rolę grał kiedyś Sam. Zdezorientowanego pisarza Sam wyprowadza najpierw z pokoju, a potem nawet ze szpitala. Przerażony, zagubiony w ciemnościach nie ufa już Samowi. Nie wiedząc gdzie jest,  obawiając się węży przeczekuje noc na ziemi obok chrapiącego Sama. Odnaleziony rano przez pielęgniarkę jest w stanie takiego rozbicia, że odsłonięcie bandaży trzeba odłożyć aż o dwa tygodnie. Sama już nie ma u jego boku. Dopiero po jakimś czasie przychodzi od niego prośba o pieniądze za opiekę podczas choroby. Ostatni dzień nie został wliczony w rachunek.

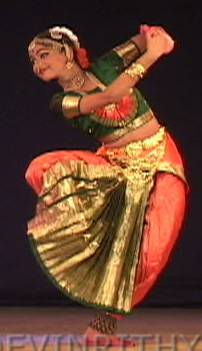

### Pod wpływem Marsa
Krishna ze strachem troszczy się o rozpaloną gorączką żonę. Zachorowała na dur brzuszny. Rażą go żarty lekarza. Nieswojo się czuje co dzień w inny niewłaściwy sposób gotując sobie ryż.
Poznali się jeszcze w szkole. Rodzice ich uznali, że ich decyzja ślubu wynika ze złych wpływów nowoczesnego wykształcenia i ze wzorowania się na Zachodzie. No bo, kto słyszał, aby młodzi nie czekali na małżeństwo zaaranżowane im przez rodziców? Trudności pogłębiał horoskop chłopca. Wpływ Marsa na jego życie oznaczał nieszczęście dla dziewczyny. Jej ojciec odrzucił ofertę ślubu. Zrozpaczeni młodzi szukali sytuacji, która załagodziła by strach przed nieszczęsnym horoskopem. Podczas modlitwy w świątyni uznano, że jeśli przechodzące obok dziecko wybierze czerwony a nie biały kwiat będzie można liczyć na błogosławieństwo bogów, ale nic nie rozumiejące dziecko nie wybrało szczęśliwego koloru. Jego płacz wzmocnił złe przeczucia rodziny. Mimo to młodzi pobrali się. Wbrew astrologii. Teraz Krishna boi się, że żona umrze. Mars i jakiś nieznany mikrob połączyły swe siły. Zrozpaczony jedzie po radę do astrologa. Błaga go, by przeprosił w jego imieniu czerwoną planetę Marsa. Tak bardzo pragnie zachować przy życiu swoją żonę! Astrolog odczytuje mu z palmowego liścia, że nie mogąc uniknąć przeznaczenia, można udobruchać Marsa darami, cztery dni wlewając w ogień z drzewa sandałowego masło, jednocześnie karmiąc czterech braminów. Krishna czuje się bezsilny. Nie ma na to ani czasu ani pieniędzy. Na końcu rozmowy słyszy od astrologa, że to jego miłość zabija żonę. Niewierny mąż  złagodziłby okrutny wpływ Marsa. Ocalić żonę mogłaby zdrada Kriszny. Zdesperowany Krishna wystroiwszy się i skropiwszy perfumami zaczyna szukać jedynej znanej mu osoby, która mogłaby mu pomoc w zdradzie. Rangi, która w dzień tańczy w świątyni przed posągami bogów, a w nocy przyjmuje u siebie mężczyzn. Wiozący go do niej woźnica zastanawia się na głos, czemu Krishna szuka sprzedajnej kobiety. Może żona jest przy nadziei i daleko u swojej matki? Zawstydzony przez woźnicę Krishna każe się zawieźć z powrotem do domu. Zrezygnowany przyjmuje swojej przeznaczenie.